# Linus van Pelt
Linus van Pelt è personaggio immaginario della serie a fumetti Peanuts di Charles M. Schulz. Si tratta di un amico di Charlie Brown, che porta sempre con sé una coperta, alla quale è particolarmente legato.

## Caratteristiche
Personaggio molto fantasioso, colto e intellettuale, Linus è fratello minore di Lucy, nonché spesso bersaglio delle sue prepotenze, a cui lui riesce a volte a sottrarsi con capacità e creatività. Ha anche un fratellino più piccolo, Replica. Grande amico e confidente di Charlie Brown, ha tratti palesemente nevrotici: famosa è la sua abitudine di andare in giro con una coperta, cui è molto legato e da cui non può separarsi. Ha inoltre una sorta di divinità personale, poiché è convinto che la sera di Halloween, il Grande Cocomero sorga dall'orto dei cocomeri per portare doni a tutti i bambini del mondo, e passa tutta la notte nell'orto ad aspettare l'evento. Gioca nella squadra di baseball di Charlie Brown ed è oggetto dell'amore non corrisposto di Sally, che lo chiama "scimmiottino d'oro" (sweet baboo).

## Influenza culturale
- La "coperta di Linus" è diventato un modo di dire per indicare qualcosa che dà sicurezza e di cui non ci si può privare, una protezione "magica" e irrinunciabile, spesso simbolo delle insicurezze relative al passaggio dall'infanzia all'età adulta.[2]
- A Linus è stata intitolata l'omonima rivista di fumetti umoristici, una delle prime a pubblicare in Italia le strisce dei Peanuts.[3]